# Limnocyon
Genre
Limnocyon (ce qui signifie chien des marais) est un genre fossile paraphylétique de hyénodontes limnocyoninae qui vivait au cours de l'éocène moyen à l'ouest des États-Unis. Ce genre est connu par quatre espèces dont l'espèce type Limnocyon verus a été décrite en 1872 par Othniel Charles Marsh.

## Taxonomie

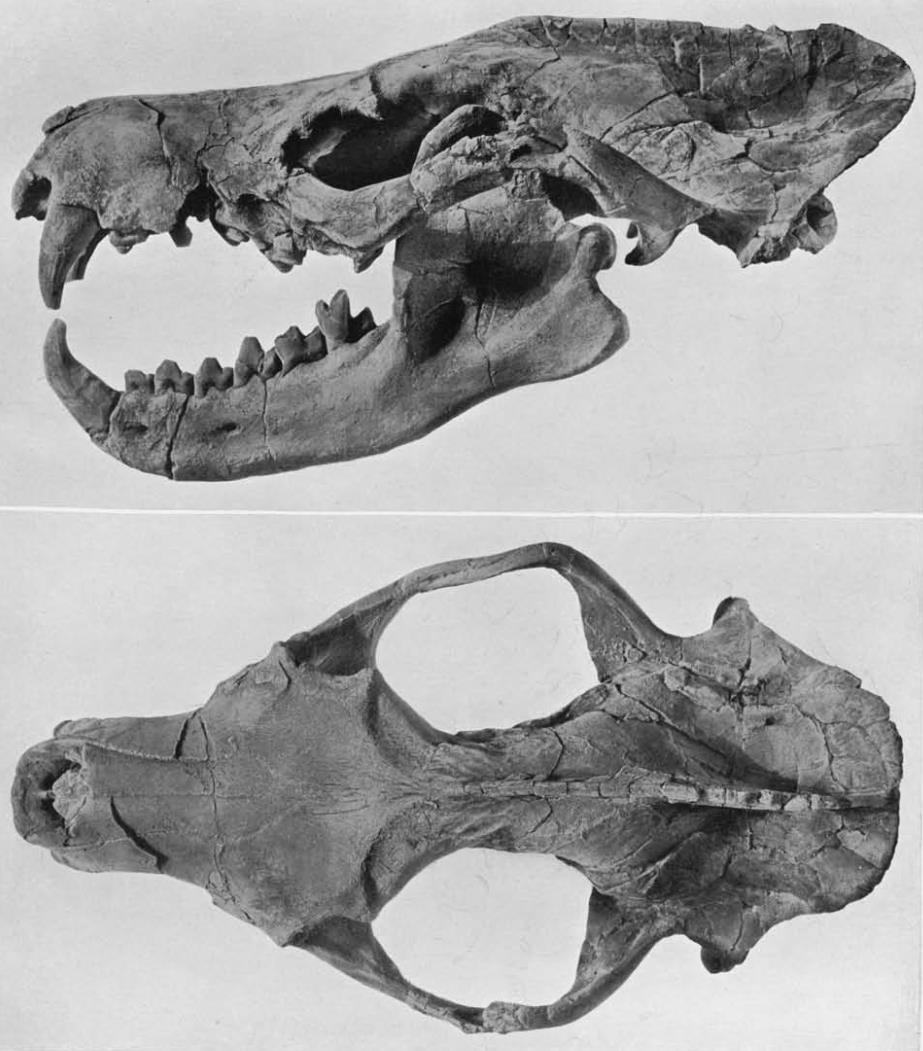
Crâne de Limnocyon verus.

Le nom valide complet (avec auteur) de ce taxon est Limnocyon Marsh, 1890.

## Description
Limnocyon était un petit hyaenodontidé omnivore, d'après certaines estimations il devait faire moins d'1 kg. Comme les autres limnocyoninés, Limnocyon n'avait que deux molaires sur sa mâchoire supérieure et deux sur sa mâchoire inférieure.

## Aire de répartition
Les fossiles de cette animal ont été retrouvés dans l'ouest des États-Unis, notamment dans le sud de la Californie non loin de la frontière avec le Mexique, dans le Wyoming et dans l'Utah.

## Liste des espèces
Selon Paleobiology Database (6 août 2025) :
- † Limnocyon cuspidens (Morlo & Gunnell, 2005)
- † Limnocyon medius (Wortman, 1902)
- † Limnocyon potens (Matthew, 1909)
- † Limnocyon verus (Marsh, 1872)